# Instituto de Química da Universidade Federal do Rio de Janeiro
O Instituto de Química (IQ) é uma unidade de ensino, pesquisa e extensão da Universidade Federal do Rio de Janeiro (UFRJ).

## Visão geral
O Instituto de Química é parte integrante do Centro de Ciências Matemáticas e da Natureza (CCMN), que reúne atividades nas áreas de Química, Física, Matemática, Geologia, Geografia, Astronomia, Ciências Atuariais, Estatística, Meteorologia e Informática, além de contar com o Instituto Tércio Pacitti de Aplicações e Pesquisas Computacionais (iNCE). Ocupa 4 andares do bloco A do prédio do Centro de Tecnologia (CT) e o Pólo Piloto de Xistoquímica, contando com laboratórios de pesquisa, bibliotecas, oficinas de vidro, mecânica e manutenção. Até então o IQ formou mais de 1000 bacharéis e licenciados e mais de 1200 teses de Mestrado e Doutorado foram defendidas.
O IQ organiza-se em cinco departamentos:
- Bioquímica (DBq)
- Físico-química (DFq)
- Química analítica (DQA)
- Química inorgânica (DQI)
- Química orgânica (DQO)

Além do Pólo de Xistoquímica Professor Cláudio Costa Neto, integrado ao Departamento de Química Orgânica.

## História
O Instituto de Química foi criado em 1959 durante a gestão do magnífico reitor e ilustre historiador Pedro Calmon, pela resolução n.º 4, de 30 de janeiro de 1959, do Conselho Universitário da Universidade do Brasil. O artigo 1 da Resolução definia bem o seu alcance. "Art. 1. Fica criado na Universidade do Brasil, nos temos da letra h, do artigo 14 do seu estatuto, o Instituto de Química, destinado à pesquisa e ao ensino de Pós-Graduação de Química".
Com a re-estruturação da UFRJ, não mais Universidade do Brasil, o IQ foi mantido pelo Decreto número 60455a, de 13 de março de 1967 e constitui-se, atualmente numa Unidade do Centro de Ciências Matemáticas e da Natureza. O chamado Curso de Química, através do qual se diplomavam bacharéis e licenciados em química, até então sob a responsabilidade da Faculdade Nacional de Filosofia, passou a ser do Instituto de Química.
Pioneiro na pós-graduação brasileira, o Instituto de Química foi reconhecido já em 1969 como centro de excelência pelo Conselho Nacional de Pesquisas e credenciado em janeiro de 1972, pelo Conselho Federal de Educação.

## Ensino

### Graduação
Reconhecidos pelo Ministério da Educação (MEC) com excelência de qualidade, os cursos de Química da UFRJ devem sua qualidade a qualificação dos docentes e a infra-estrutura do Instituto. Segundo avaliação feita pelo MEC dos cursos de graduação em todo o Brasil, o curso de Química possui o conceito máximo em todos os aspectos avaliados (instalações, corpo docente e projeto pedagógico). O corpo docente é constituído por 109 docentes com grau mínimo de Mestre ou Doutor em Ciências, dos quais a maior parte em regime de tempo integral e dedicação exclusiva.
Os cursos de graduação oferecidos pelo IQ são:
- Química com Atribuições Tecnológicas
- Bacharelado em Química
- Licenciatura em Química

O IQ também ministra disciplinas relacionadas com a Química para outros institutos e escolas no âmbito da UFRJ.

### Pós-graduação
Pioneiro na pós-graduação brasileira, o Instituto de Química foi reconhecido já em 1969 como centro de excelência pelo Conselho Nacional de Pesquisas (Processo nº 3003/69) e credenciado em janeiro de 1972, pelo Conselho Federal de Educação (Processos CFE nº 1536/69 e MEC nº 255062/71).
O IQ tem cursos de pós-graduação stricto sensu: mestrado e doutorado, nas diversas áreas de pesquisa da instituição e conta, atualmente, com três programas de Pós-Graduação:
- Química (Conceito 7)
- Ciência de Alimentos (Conceito 6)
- Bioquímica (Conceito 6)

A história da Pós-Graduação em Química (PGQu) está intimamente ligada à história do Instituto de Química e do Programa de Pós-Graduação em Química Orgânica (PGQO) da Universidade Federal do Rio de Janeiro. A PGQO foi a pioneira em pesquisas na área de química, com o inicio da atividades em 1963. Formada pela fusão dos quatro Programas de Química existentes no IQ (Química Orgânica, conceito 6;, Físico-Química, conceito 5; Química Inorgânica, conceito 4 e Química Analítica, conceito 3), iniciada em 2007, o PGQu é um dos melhores cursos de Pós-Graduação do país. No presente, a PGQu é reconhecida nacional e internacionalmente como centro de excelência em química (conceito 7, de um máximo de 7), de acordo com as avaliações da Capes.
O número de alunos matriculados nos programas de pós-graduação está em torno de 500, muitos dos quais pertencem aos quadros das Universidades do Estado do Rio de Janeiro (UERJ) e de outros estados, Embrapa, Fiocruz e Petrobras. O número expressivo de bolsistas representa aporte específico de auxílio à pesquisa obtidos pelos Coordenadores de projetos e orientadores dos programas de Pós-Graduação.
Na última década, o número de teses de mestrado decresceu de forma significativa, enquanto o de doutorado aumentou. Um dos fatores que podem ter contribuído para isso pode estar relacionado à admissão, por parte de alguns programas de doutorado, de alunos recém-graduados, suprimindo a passagem pelo mestrado para os alunos bem qualificados. A qualidade do corpo discente também é reflexo do Programa de Iniciação Científica desenvolvido no IQ. Os estudantes de Iniciação Científica freqüentam os laboratórios de pesquisas do Instituto de Química na proporção de 3 (três) estudantes de Iniciação por 1 (um) de Pós-Graduação. Em 2005 o IQ celebrou a  defesa de sua 1000ª tese, considerando-se teses de mestrado e doutorado.
A produção científica dos docentes e pesquisadores do Instituto de Química está entre as mais expressivas do país. Centenas de artigos científicos são publicados a cada ano em periódicos indexados de alto índice de impacto. Nos últimos anos, patentes nacionais e internacionais têm sido depositadas por docentes do Instituto de Química. As atividades de pesquisa são financiadas pelo CNPq, CAPES, FAPERJ, FUJB e ANP. Professores do Instituto de Química também participam de projetos PRONEX/MCT e Institutos do Milênio. A partir de 1999, vários pesquisadores receberam apoio do programa Cientista de Nosso Estado, da FAPERJ. Outros projetos também começaram a ser financiados pelo PADCT, pela CAPES, e pela FUJB.

## Extensão

### Semana da Química
Algumas atividades de extensão já viraram tradições, como a Semana da Química, usualmente realizada em março/abril de cada ano. A organização da Semana da Química é iniciativa dos alunos de graduação e teve sua primeira versão em 1993, tendo sido repetida anualmente desde então. Uma das atrações são os minicursos normalmente oferecidos e uma boa chance de congraçamento com pessoas de outras instituições.

### Museu de Química
O Museu de Química Professor Athos da Silveira Ramos iniciou as suas atividades no dia 13 de março de 2001, durante a IX Semana de Química do Instituto de Química. Ele tem por objetivo a preservação do passado histórico da Química em Brasil, em particular no Rio de Janeiro, constituindo-se numa iniciativa pioneira no Brasil, já que não existe um museu consagrado exclusivamente à Química. O nome dado ao museu é uma homenagem a um dos fundadores do Instituto. Sendo, por excelência, uma atividade cultural e de extensão, o museu da Química Professor Athos da Silveira Ramos se apresenta em exposições itinerantes em eventos e em locais onde um grande número de pessoas possa conhecer a trajetória da ciência química em nosso país. Ele também está aberto à visitação em sua sede, na sala 522 do bloco A do Centro de Tecnologia, onde cerca de 400 peças se acham em exposição. Além disso, conta com um espaço destinado à reserva técnica. Um escalonamento com monitores ajuda os visitantes a aproveitarem o acervo melhor e dá oportunidade aos estudantes em se aprimorarem em técnicas de apresentação.

## Áreas de pesquisa
- Catálise Homogênea e Heterogênea
- Controle de Dopagem
- Cromatografia
- Espectrometria de Massas
- Espectroscopia de RMN
- Físico-Química Orgânica
- Fotoquímica
- Geoquímica
- Nanotecnologia
- Química do Aroma
- Química de Materiais
- Química Medicinal
- Química do Meio Ambiente
- Química do Petróleo
- Química de Produtos Naturais
- Síntese Orgânica
- Cinética e Mecanismos de Reações Inorgânicas
- Desenvolvimento e Aplicação de Instrumentação Analítica
- Eletroquímica
- Espectroscopia Atômica e Molecular
- Métodos Analíticos de Separação
- Métodos Eletroanalíticos
- Métodos Espectroanalíticos
- Nanociência e Nanotecnologia
- Química Ambiental
- Química Aplicada
- Química Biológica
- Química de Coordenação e Compostos Organometálicos,
- Fitoquímica - Química de Produtos Naturais,
- Química Teórica e Computacional
- Quimiometria
- Termoquímica e Métodos Termoanalíticos